# Felipe de Cognac
Felipe de Cognac (principios de 1180 - después de 1201) fue el hijo ilegítimo de Ricardo I de Inglaterra y de una madre desconocida.
Felipe alcanzó la madurez a finales de la década de 1190. Su padre lo hizo casar con su doncella, la heredera del castillo de Cognac en Charente. Sin embargo, cuando murió sin descendencia, Ricardo se quedó con el castillo y lo entregó a su senescal, Robert de Thornham.
El rey Ricardo resultó herido de muerte reprimiendo la revuelta del vizconde Aimar V de Limoges en 1199 y murió sin herederos legítimos. El cronista Roger de Howden afirma que ese mismo año: «Felipe, hijo ilegítimo del rey Ricardo de Inglaterra, a quien el mencionado rey su padre había entregado el castillo y los honores de Cognac, mató al mencionado vizconde de Limoges en venganza por la muerte de su padre». Ninguna otra fuente corrobora esta acción o menciona de forma implícita que la muerte de Aimar de Limoges resultara violenta. Sin embargo, el planh (lamento) de Guiraut de Bornelh, Planc e sospir, por la muerte del vizconde, sugiere que la muerte fue inesperada.
Una referencia adicional sobre Felipe aparece en los Pipe Rolls en 1201, en un documento de su tío Juan I de Inglaterra: "Et Philippo f. R. Ricardi 1 m. de dono R." ("Y a Felipe, hijo del rey Ricardo, un marco como regalo"I, pero nada más. Parece que murió en algún momento de principios del siglo XIII.

## Felipe en la ficción y el cine
A pesar de los escasos datos sobre Felipe de Cognac su figura ha sido más desarrollada en la literatura. William Shakespeare lo hizo aparecer como Felipe el Bastardo en su obra La vida y muerte del rey Juan. En esta obra teatral es el hijo de Lady Faulconbridge, viuda de Sir Robert Faulconbridge, y descubre su verdadera paternidad en la prima escena.
Señora, no desearía un padre mejor.
que el que lleva leones en su corazón
y que tan fácilmente se ganó a una mujer.
Sin embargo, como se ha mencionado, nada se sabe sobre la verdadera madre de Felipe. El personaje de Shakespeare es en esencia ficticio, compartiendo nombre y padre con su contrapartida histórica.
Otra versión ficticia de Felipe, interpretada por Stephen Moyer, aparece como héroe romántico en Princess of Thieves (2001) una película televisiva de Disney para el público juvenil en el que Keira Knightley interpreta a Gwyn, la hija de Robin Hood. Esta película sigue la tradición iniciada por John Mair y popularizada por Walter Scott de situar las leyendas de Robin Hood durante el reinado de Ricardo I. En esta película Robin Hood y su hija ayudan a Felipe a arrebatar el trono de Inglaterra a su tío Juan, y Felipe y Gwyn se enamoran.